# Thành ủy Hải Phòng
Thành ủy Hải Phòng hay còn được gọi Ban chấp hành Đảng bộ Thành phố Hải Phòng, hay Đảng ủy Thành phố Hải Phòng. Là cơ quan lãnh đạo cao nhất của Đảng bộ Thành phố Hải Phòng giữa hai kỳ đại hội đại biểu Đảng bộ Thành phố.
Ngày 18 tháng 6 năm 2025, Bộ Chính trị ban hành Quyết định số 312-QĐ/TW thành lập Đảng bộ Thành phố Hải Phòng trực thuộc Ban Chấp hành Trung ương Đảng, trên cơ sở hợp nhất Đảng bộ Thành phố Hải Phòng và tỉnh Hải Dương kể từ ngày 1 tháng 7 năm 2025.
Đứng đầu Thành ủy là Bí thư Thành ủy và là Ủy viên Trung ương Đảng. Bí thư Thành ủy Hải Phòng hiện nay là Ủy viên Trung ương Đảng Lê Tiến Châu.

## Lịch sử
Đảng bộ được thành lập tháng 4/1930 do Nguyễn Đức Cảnh làm Bí thư. Tiền thân là Đảng bộ Đông Dương Cộng sản đảng Hải Phòng được thành lập tháng 8/1929.
Từ năm 1936, phong trào cách mạng ở thành phố Hải Phòng đã bước đầu phục hồi, chưa được củng cố vững chắc thì đã bị người Pháp đàn áp gây nên nhiều tổn thất lớn. Tháng 1 năm 1936, chi bộ làng Hàng Kênh và một số chi bộ vừa khôi phục thì bị chính quyền thân Pháp phá hoại. Tháng 2-1936, Hoàng Đình Giong - Uỷ viên Trung ương Đảng bị bắt khi đang công tác ở Hải Phòng. Tháng 7-1936, Đảng bộ Hải Phòng mới tập hợp được hơn 80 đảng viên và khoảng 60 quần chúng trung kiên. Nhờ hoạt động tích cực của Bùi Lâm, Nguyễn Văn Phước, Vũ Quý và những người khác vừa ở nhà tù Sơn La và Côn Đảo trở về như Hạ Bá Cang (Hoàng Quốc Việt), Nguyễn Hữu Túc, Bùi Vũ Trụ, Hoàng Văn Trành, Trần Quý Kiên (Đinh Xuân Nhạ)..vv. nhiều cơ sở đảng mới dần dần được khôi phục lại.
Trở lại Hải Phòng, Nguyễn Văn Cúc (Nguyễn Văn Linh) bắt liên lạc ngay với Nguyễn Hữu Túc (Nguyễn Công Hoà), Lương Khánh Thiện, Bùi Lâm và những người khác đang hoạt động ở đây. Sau khi tái lập Xứ uỷ Bắc Kỳ vào tháng 3 năm 1937, hai Xứ Ủy viên là Hạ Bá Cang (Hoàng Quốc Việt), Đinh Xuân Nhạ (Trần Quý Kiên, Dương Văn Ty) đã được Xứ uỷ Bắc Kỳ cử xuống trực tiếp tăng cường cho công tác khôi phục tổ chức đảng ở Hải Phòng.
Tháng 4 năm 1937, tại một gia đình cơ sở cách mạng ở Ngõ Đá, phố Cát Dài, cuộc họp thành lập lại Thành uỷ Hải Phòng đã được tiến hành. Hội nghị gồm có Nguyễn Hữu Túc (Nguyễn Công Hòa), Nguyên Văn Cúc (Nguyễn Văn Linh), Trần Quý Kiên, Nguyễn Văn Vượng, Hoàng Văn Trành, Tư Thành... Hội nghị đã cử Nguyễn Hữu Túc (Nguyễn Công Hòa) làm Bí thư Thành uỷ.
Tiếp theo đồng chí Trần Quý Kiên cán bộ của xứ ủy Bắc Kỳ tăng cường cho Hải Phòng đã trực tiếp tiến hành thành lập chi bộ Đảng tại nhà máy xi măng Hải Phòng. Sau đó đồng chí Kiên lại tiến hành củng cố và xây dựng chi bộ nhà máy Tơ Hải Phòng.Tháng 10/1939, Xứ uỷ Bắc Kỳ thành lập các khu Hải Phòng, Kiến An, Hải Dương và vùng mỏ thuộc khu B (sau đó gọi là liên tỉnh B). Trong thời gian này Thành ủy không được lập, Bí thư Khu ủy Tô Hiệu trực tiếp lãnh đạo phong trào.
Ngày 26/11/1940 tại làng Đồng Tải (huyện An Lão), Thành ủy Hải Phòng và Tỉnh ủy Kiến An họp bàn thực hiện chủ trương hợp nhất thành Liên tỉnh Hải Kiến.
Trong thời gian từ 1940 - 1954 Đảng bộ bị khủng bố liên tục và phải hoạt động bí mật, có thời gian Xứ ủy Bắc Kỳ phải kiêm nhiệm trực tiếp hoạt động.
Sau hiệp định Genèvve, chính phủ Việt Nam Dân chủ Cộng hòa tiếp quản Hải Phòng tái lập Đảng bộ Hải Phòng cho tới nay.

## Bí thư

### Giai đoạn 1930 - 1962
- Nguyễn Đức Cảnh là Bí thư Đảng bộ Đảng Cộng sản Việt Nam Hải Phòng từ tháng 4 - 10/1930, là Bí thư Thành ủy Hải Phòng đầu tiên;
- Nguyễn Hữu Túc (Nguyễn Công Hòa) là Bí thư Tỉnh ủy Hải Phòng giai đoạn 4/1937-1938
- Lương Khánh Thiện là Bí thư Tỉnh ủy Hải Phòng giai đoạn 1938 - 10/1939;
- Tô Hiệu là Bí thư Khu ủy Khu B trong giai đoạn từ tháng 10 - 12/1939;
- Lê Quang Đạo là Bí thư Thành ủy Hải Phòng giai đoạn 1945 - 1946;
- Lê Trung Toản là Bí thư Thành ủy Hải Phòng giai đoạn 1946-1952
- Lê Quốc Thân là Bí thư Tỉnh ủy Kiến An giai đoạn 1946-1955
- Hoàng Mậu là Bí thư Thành ủy Hải Phòng giai đoạn 1952-1955
- Đỗ Mười là Bí thư Thành ủy Hải Phòng giai đoạn 1955 - 1956;
- Hoàng Hữu Nhân là Chủ tịch Ủy ban hành chính thành phố đầu tiên (1957 - 1961), Bí thư Thành ủy (1961 - 1968);

### Giai đoạn 1962 - 2025
Bí thư Thành ủy là người đứng đầu Đảng bộ Thành phố. Hải Phòng là thành phố trực thuộc Trung ương vì vậy Bí thư Thành ủy thường là Ủy viên Trung ương Đảng.
| STT | Đại hội Đảng bộ | Bí thư           | Nhiệm kỳ        | Chức vụ                   | Phó Bí thư        | Chức vụ                                 | Ghi chú                           |
| --- | --------------- | ---------------- | --------------- | ------------------------- | ----------------- | --------------------------------------- | --------------------------------- |
| 1   | I               | Hoàng Hữu Nhân   | 7/1963-4/1968   | Bí thư Thành ủy Hải Phòng | Trần Kiên         | Chủ tịch Ủy ban Hành chính thành phố    |                                   |
| 1   | I               | Hoàng Hữu Nhân   | 7/1963-4/1968   | Bí thư Thành ủy Hải Phòng | Lê Huy            | Phó bí thư thành ủy                     |                                   |
| 2   | II              | Trần Kiên        | 4/1968-8/1971   | Bí thư Thành ủy Hải Phòng | Tô Thiện          | Phó bí thư thành ủy                     |                                   |
| 2   | II              | Trần Kiên        | 4/1968-8/1971   | Bí thư Thành ủy Hải Phòng | Lê Đức Thịnh      | Chủ tịch Ủy ban Hành chính thành phố    |                                   |
| 2   | II              | Trần Kiên        | 4/1968-8/1971   | Bí thư Thành ủy Hải Phòng | Đỗ Chính          | Chính ủy Bộ Tư lệnh 350                 |                                   |
| 2   | III             | Trần Kiên        | 8/1971-3/1974   | Bí thư Thành ủy Hải Phòng | Lê Đức Thịnh      | Chủ tịch Ủy ban Hành chính thành phố    |                                   |
| 2   | III             | Trần Kiên        | 8/1971-3/1974   | Bí thư Thành ủy Hải Phòng | Đỗ Chính          | Phó bí thư thành ủy                     |                                   |
| 2   | IV              | Trần Kiên        | 3/1974-5/1976   | Bí thư Thành ủy Hải Phòng | Lê Đức Thịnh      | Chủ tịch Ủy ban Hành chính thành phố    |                                   |
| 2   | IV              | Trần Kiên        | 3/1974-5/1976   | Bí thư Thành ủy Hải Phòng | Đỗ Chính          | Phó bí thư thành ủy                     |                                   |
| 2   | V               | Trần Kiên        | 5-11/1976       | Bí thư Thành ủy Hải Phòng | Đỗ Chính          | Chủ tịch Ủy ban Hành chính thành phố    |                                   |
| 2   | V               | Trần Kiên        | 5-11/1976       | Bí thư Thành ủy Hải Phòng | Nguyễn Văn Bút    | Phó bí thư thành ủy                     |                                   |
| 3   | VI              | Trần Đông        | 11/1976-7/1979  | Bí thư Thành ủy Hải Phòng | Đỗ Chính          | Chủ tịch Ủy ban Nhân dân thành phố      |                                   |
| 3   | VI              | Trần Đông        | 11/1976-7/1979  | Bí thư Thành ủy Hải Phòng | Nguyễn Văn Bút    | Phó bí thư thành ủy                     |                                   |
| 4   | VII             | Bùi Quang Tạo    | 7/1979-2/1982   | Bí thư Thành ủy Hải Phòng | Đoàn Duy Thành    | Chủ tịch Ủy ban Nhân dân thành phố      |                                   |
| 4   | VII             | Bùi Quang Tạo    | 7/1979-2/1982   | Bí thư Thành ủy Hải Phòng | Nguyễn Văn Bút    | Phó bí thư thành ủy                     |                                   |
| 5   | VIII            | Đoàn Duy Thành   | 2/1982-10/1986  | Bí thư Thành ủy Hải Phòng | Nguyên Dần        | Chủ tịch Ủy ban Nhân dân thành phố      | từ năm 1985                       |
| 5   | VIII            | Đoàn Duy Thành   | 2/1982-10/1986  | Bí thư Thành ủy Hải Phòng | Lê Thành Dương    | Phó bí thư thành ủy                     |                                   |
| 5   | VIII            | Đoàn Duy Thành   | 2/1982-10/1986  | Bí thư Thành ủy Hải Phòng | Lê Danh Xương     | Phó bí thư thành ủy                     | từ 1984                           |
| 6   | IX              | Lê Danh Xương    | 10/1986-10/1991 | Bí thư Thành ủy Hải Phòng | Trương Quang Được | Phó bí thư thành ủy                     |                                   |
| 6   | IX              | Lê Danh Xương    | 10/1986-10/1991 | Bí thư Thành ủy Hải Phòng | Trần Văn Thức     | Phó bí thư thành ủy                     |                                   |
| 6   | X               | Lê Danh Xương    | 10/1991-5/1996  | Bí thư Thành ủy Hải Phòng | Đào An            | Chủ tịch Ủy ban Nhân dân thành phố      |                                   |
| 6   | X               | Lê Danh Xương    | 10/1991-5/1996  | Bí thư Thành ủy Hải Phòng | Trần Văn Thức     | Phó bí thư thành ủy                     |                                   |
| 6   | XI              | Lê Danh Xương    | 5/1996-1/2000   | Bí thư Thành ủy Hải Phòng | Trần Văn Thức     | Phó bí thư thành ủy                     |                                   |
| 6   | XI              | Lê Danh Xương    | 5/1996-1/2000   | Bí thư Thành ủy Hải Phòng | Trần Huy Năng     | Chủ tịch Ủy ban Nhân dân thành phố      |                                   |
| 7   | XI              | Tô Huy Rứa       | 1/2000          | Bí thư Thành ủy Hải Phòng | Trần Văn Thức     | Phó bí thư thành ủy                     |                                   |
| 7   | XI              | Tô Huy Rứa       | 1/2000          | Bí thư Thành ủy Hải Phòng | Trần Huy Năng     | Chủ tịch Ủy ban Nhân dân thành phố      |                                   |
| 7   | XII             | Tô Huy Rứa       | 1/2000-2003     | Bí thư Thành ủy Hải Phòng | Nguyễn Văn Thuận  | Phó bí thư thành ủy                     |                                   |
| 7   | XII             | Tô Huy Rứa       | 1/2000-2003     | Bí thư Thành ủy Hải Phòng | Trần Huy Năng     | Chủ tịch Ủy ban Nhân dân thành phố      |                                   |
| 8   | XII             | Nguyễn Văn Thuận | 2003-12/2005    | Bí thư Thành ủy Hải Phòng | Trịnh Quang Sử    | Chủ tịch Ủy ban Nhân dân thành phố      | từ tháng 7/2003                   |
| 8   | XII             | Nguyễn Văn Thuận | 2003-12/2005    | Bí thư Thành ủy Hải Phòng | Trần Huy Năng     | Chủ tịch Ủy ban Nhân dân thành phố      |                                   |
| 8   | XII             | Nguyễn Văn Thuận | 2003-12/2005    | Bí thư Thành ủy Hải Phòng | Đặng Văn Mấm      | Phó bí thư thành ủy                     | từ tháng 10/2004                  |
| 8   | XIII            | Nguyễn Văn Thuận | 12/2005-12/2010 | Bí thư Thành ủy Hải Phòng | Trịnh Quang Sử    | Chủ tịch Ủy ban Nhân dân thành phố      |                                   |
| 8   | XIII            | Nguyễn Văn Thuận | 12/2005-12/2010 | Bí thư Thành ủy Hải Phòng | Dương Anh Điền    | Phó bí thư thành ủy                     | từ tháng 7/2006                   |
| 8   | XIII            | Nguyễn Văn Thuận | 12/2005-12/2010 | Bí thư Thành ủy Hải Phòng | Nguyễn Ngọc Lâm   | Phó bí thư thành ủy                     | Trung ương điều động tháng 5/2008 |
| 8   | XIII            | Nguyễn Văn Thuận | 12/2005-12/2010 | Bí thư Thành ủy Hải Phòng | Nguyễn Văn Thành  | Chủ tịch Ủy ban Nhân dân thành phố      | từ 2010                           |
| 9   | XIV             | Nguyễn Văn Thành | 12/2010-12/2014 | Bí thư Thành ủy Hải Phòng | Dương Anh Điền    | Chủ tịch Ủy ban Nhân dân thành phố      |                                   |
| 9   | XIV             | Nguyễn Văn Thành | 12/2010-12/2014 | Bí thư Thành ủy Hải Phòng | Nguyễn Thị Nghĩa  | Phó bí thư TT thành ủy                  |                                   |
| 9   | XIV             | Nguyễn Văn Thành | 12/2010-12/2014 | Bí thư Thành ủy Hải Phòng | Lê Văn Thành      | Phó bí thư thành ủy                     | từ tháng 4/2014                   |
| 10  | XIV             | Dương Anh Điền   | 12/2014-10/2015 | Bí thư Thành ủy Hải Phòng | Lê Văn Thành      | Chủ tịch Ủy ban Nhân dân thành phố      |                                   |
| 10  | XIV             | Dương Anh Điền   | 12/2014-10/2015 | Bí thư Thành ủy Hải Phòng | Nguyễn Thị Nghĩa  | Phó bí thư TT thành ủy                  | Trưởng đoàn ĐBQH Hải Phòng        |
| 11  | XV              | Lê Văn Thành     | 10/2015-10/2020 | Bí thư Thành ủy Hải Phòng | Nguyễn Thị Nghĩa  | Phó bí thư TT thành ủy                  | Trưởng đoàn ĐBQH Hải Phòng        |
| 11  | XV              | Lê Văn Thành     | 10/2015-10/2020 | Bí thư Thành ủy Hải Phòng | Nguyễn Văn Tùng   | Chủ tịch Ủy ban Nhân dân thành phố      |                                   |
| 12  | XVI             | Lê Văn Thành     | 10/2020-05/2021 | Bí thư Thành ủy Hải Phòng | Nguyễn Văn Tùng   | Chủ tịch Ủy ban Nhân dân thành phố      | đến 6/2025                        |
| 13  | XVI             | Trần Lưu Quang   | 05/2021-01/2023 | Bí thư Thành ủy Hải Phòng | Đỗ Mạnh Hiến      | Phó bí thư TT thành ủy                  |                                   |
| 14  | XVI             | Lê Tiến Châu     | 01/2023-nay     | Bí thư Thành ủy Hải Phòng | Đỗ Mạnh Hiến      | Phó bí thư TT thành ủy                  |                                   |
| 14  | XVI             | Lê Tiến Châu     | 01/2023-nay     | Bí thư Thành ủy Hải Phòng | Lê Ngọc Châu      | Chủ tịch Ủy ban Nhân dân thành phố      | từ 7/2025                         |
| 14  | XVI             | Lê Tiến Châu     | 01/2023-nay     | Bí thư Thành ủy Hải Phòng | Lê Văn Hiệu       | Chủ tịch Hội đồng nhân dân thành phố    | từ 7/2025                         |
| 14  | XVI             | Lê Tiến Châu     | 01/2023-nay     | Bí thư Thành ủy Hải Phòng | Phạm Văn Lập      | Chủ tịch Ủy ban MTTQ Việt Nam thành phố | từ 7/2025                         |

## Ban Thường vụ Thành ủy
Ngày 30/6/2025, Bộ Chính trị quyết định chỉ định Ban Chấp hành Đảng bộ thành phố Hải Phòng nhiệm kỳ 2020-2025 gồm 75 đồng chí, Ban Thường vụ Thành ủy Hải Phòng nhiệm kỳ 2020 - 2025, gồm 20 đồng chí.
| STT | Họ và tên                  | Chức vụ                                                                                   |
| 1   | Lê Tiến Châu               | Ủy viên Trung ương Đảng, Bí thư Thành ủy, Trưởng đoàn Đại biểu Quốc hội khóa XV Thành phố |
| 2   | Đỗ Mạnh Hiến               | Phó Bí thư thường trực Thành ủy                                                           |
| 3   | Lê Ngọc Châu               | Phó Bí thư Thành ủy, Chủ tịch Ủy ban nhân dân thành phố                                   |
| 4   | Lê Văn Hiệu                | Phó Bí thư Thành ủy, Chủ tịch Chủ tịch Hội đồng nhân dân thành phố                        |
| 5   | Phạm Văn Lập               | Phó Bí thư Thành ủy, Chủ tịch Ủy ban MTTQ Việt Nam thành phố                              |
| 6   | Đại tá Bùi Xuân Thắng      | Chỉ huy trưởng Bộ Chỉ huy Quân sự thành phố                                               |
| 7   | Nguyễn Đình Chuyến         | Trưởng ban Nội chính Thành ủy                                                             |
| 8   | Đào Trọng Đức              | Chánh Văn phòng Thành ủy                                                                  |
| 9   | Lê Trung Kiên              | Trưởng ban Quản lý Khu kinh tế                                                            |
| 10  | Lê Anh Quân                | Phó Chủ tịch thường trực Ủy ban Nhân dân thành phố                                        |
| 11  | Lê Trí Vũ                  | Trưởng ban Tổ chức Thành ủy                                                               |
| 12  | Phạm Văn Thép              | Giám đốc Sở Khoa học và Công nghệ                                                         |
| 13  | Thiếu tướng Bùi Quang Bình | Giám đốc Công an thành phố                                                                |
| 14  | Vũ Hồng Hiên               | Chủ nhiệm Uỷ ban Kiểm tra Thành uỷ                                                        |
| 15  | Nguyễn Văn Phú             | Hiệu trưởng Trường Chính trị Tô Hiệu                                                      |
| 16  | Nguyễn Quang Phúc          | Trưởng ban Tuyên giáo và Dân vận Thành ủy                                                 |
| 17  | Vũ Tiến Phụng              | Giám đốc Sở Nội vụ                                                                        |
| 18  | Nguyễn Đức Tuấn            | Phó Chủ tịch thường trực Ủy ban MTTQ thành phố                                            |
| 19  | Bùi Văn Thăng              | Giám đốc Sở Nông nghiệp và Môi trường                                                     |
| 20  | Hoàng Quốc Thưởng          | Phó Bí thư thường trực Đảng uỷ Các cơ quan Đảng thành phố                                 |

## Tổ chức
Thành ủy Hải Phòng gồm các phòng ban trực thuộc sau:
- Văn phòng Thành ủy
- Ban Tổ chức Thành ủy
- Ban Tuyên giáo và Dân vận Thành ủy
- Ủy ban Kiểm tra Thành ủy
- Ban Nội chính Thành ủy
- Trường chính trị Tô Hiệu - Hải Phòng